# Vrchbělá
Vrchbělá je část (osada) města Bělá pod Bezdězem na místě zaniklé obce (německy Neudorf či Wrchbel) v okrese Mladá Boleslav, na jižním okraji bývalého vojenského prostoru Ralsko, kvůli jehož založení obec zanikla. Místo leží asi dva kilometry severozápadně od Bělé pod Bezdězem. Sídlo se nachází v údolí říčky Bělé, která pramení v severní části osady.
Vrchbělá je též katastrální území o rozloze 12,92 km². Původní katastrální území zaniklé obce bylo též Vrchbělá, ale mělo asi o třetinu větší rozlohu. Do roku 1950 patřila Vrchbělá do bývalého okresu Mnichovo Hradiště. K bývalé obci patřila též zaniklá osada Nová Hospoda.

## Historie

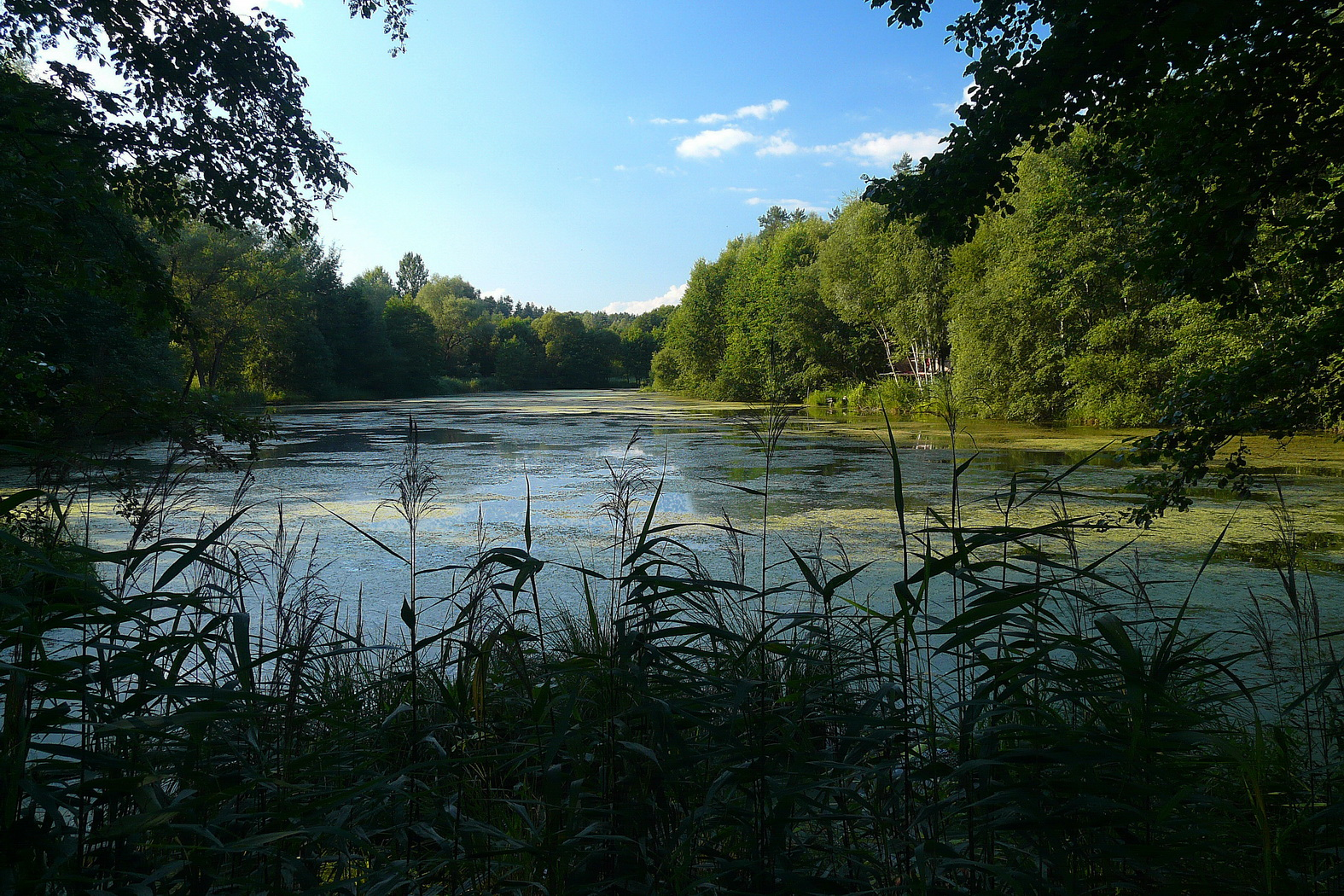
Vrchbělský rybník

Nejstarší písemné známky o osídlení území, pocházející z let 1337–1346, hovoří o obci zvané Dlouhá Doubrava. Jméno Vrchbělá se prvně objevuje v roce 1418 jako součást panství Berků z Dubé. Během třicetileté války obec zaniká a obnovena je pod německým jménem Neudorf, pod správou Albrechta z Valdštejna. Dle dobových zpráv byli obyvatelé německé národnosti. Až do počátku 20. století zůstávaly národnostní poměry v obci pod převahou německých občanů.

### Dvacáté století
Po první světové válce došlo k upravení národnostních poměrů v obci, přistěhovala se řada Čechů, kteří ve dvacátých letech tvořili již bezmála třetinu obce. V roce 1938, když byla vytyčena hranice mezi Německem a Protektorátem Čechy a Morava, připadla Vrchbělá pod německou správu, zatímco Bělá pod Bezdězem již zůstala v Protektorátu. Je zřejmé, že po skončení druhé světové války byli němečtí starousedlíci z Vrchbělé nuceně vystěhováni a obec byla částečně doosídlena Čechoslováky z různých krajů republiky.
Při sčítání lidu v roce 1921 bylo ve Vrchbělé spočteno 84 domů s 390 obyvateli. Z nich bylo 112 Čechů a 274 Němců, obě národnosti měly v obci vlastní školu, přičemž posledním předválečným českým učitelem byl v letech 1935-1938 Vlastimil Severa.
Zdravotní obvod, faru, poštu, telegraf a četnickou stanici měli obyvatelé obce v Bělé pod Bezdězem (3,2 km). Tam byla i železniční stanice (6,75 km), ale bližší byla v Bezdězu.

### Vznik vojenského prostoru

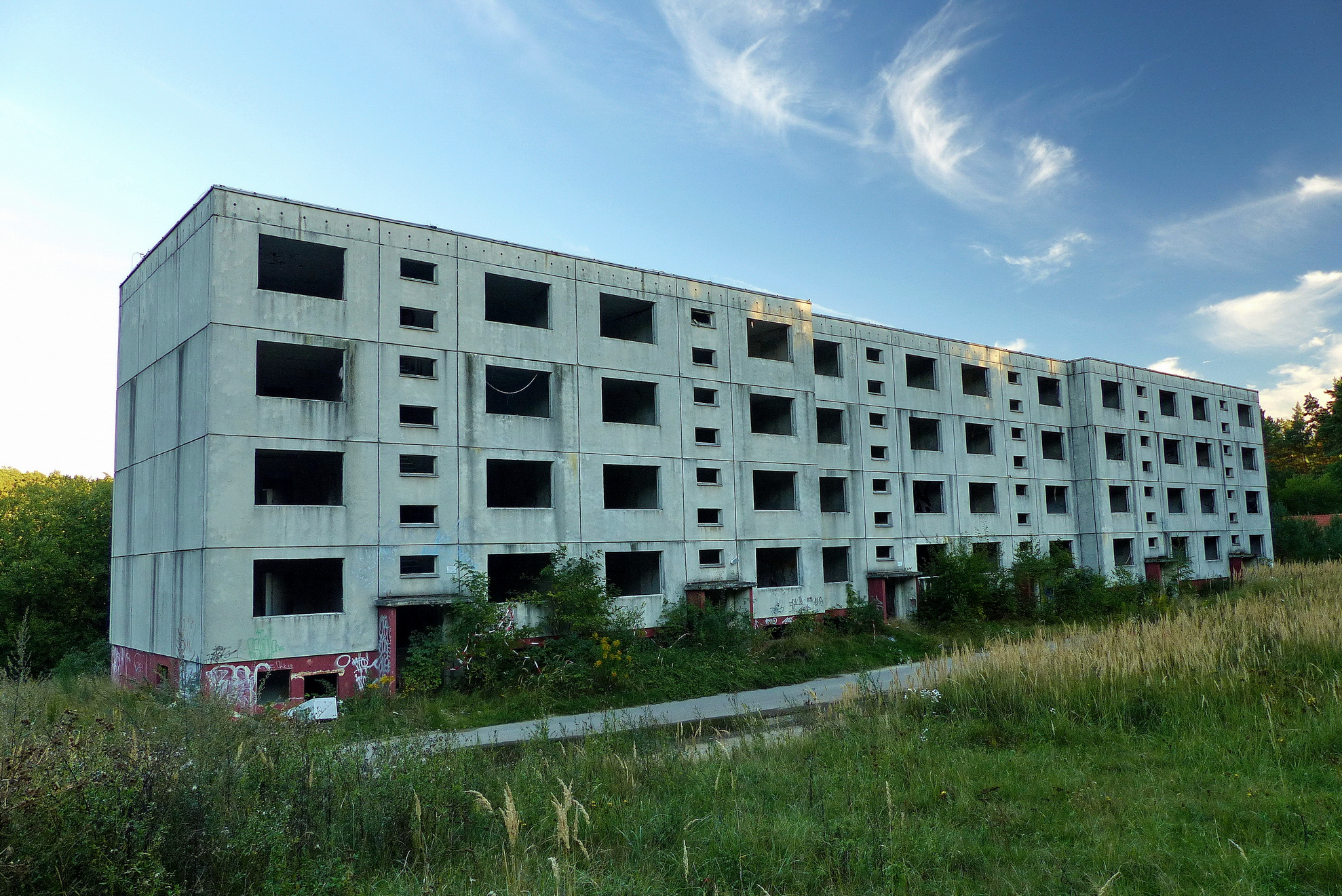
Bývalá vojenská ubytovna ve Vrchbělé (rok 2015)

Brzy po skončení druhé světové války, roku 1949, byl zřízen vojenský újezd, později známý jako „Vojenský výcvikový prostor Ralsko“ (VVP Ralsko), a Vrchbělá k němu byla v roce 1952 přičleněna. Tento krok znamenal faktický zánik obce a všichni obyvatelé Vrchbělé se museli odstěhovat. VVP Ralsko nejprve využívala Československá lidová armáda, po invazi v roce 1968 armáda sovětská. Za jejího působení prodělalo území Vrchbělé největší změny. V bývalé obci a na přilehlé západní plošině vyrostlo rozsáhlé ubytovací centrum pro sovětské vojáky a jejich rodiny, z původních stavení v obci zůstala pouze budova školy využívaná jako sídlo velitelství posádky. Na místech obdělávaných pozemků vznikl tankodrom s výraznými terénními úpravami a dopadovou plochou. Nejen tankodrom, ale i údolí a okolní svahy, byly rozježděny těžkou technikou. Zdevastován byl i tok říčky Bělé se zdejší malou rybniční soustavou.

### Zánik vojenského prostoru
Po odchodu sovětských vojsk byl roku 1991 vrchbělský katastr správně přičleněn k Bělé pod Bezdězem. Vojenský areál začal chátrat a změnil se v ruiny, či hromady suti. Stejně jako v celém VVP, se i zde prováděl pyrotechnický průzkum a revidoval se stav přírody, stupeň kontaminace půdy a stav opuštěných budov. Během 90. let bylo zpracováno několik rekultivačních studií pro vrchbělské údolí i návrhů územního plánu pro Vrchbělsko, ale na dlouhou dobu jediným počinem bylo postupné odklízení stavebního odpadu a zbytků budov, zchátralých s přičiněním podnikavých nenechavců.

## Obnova území

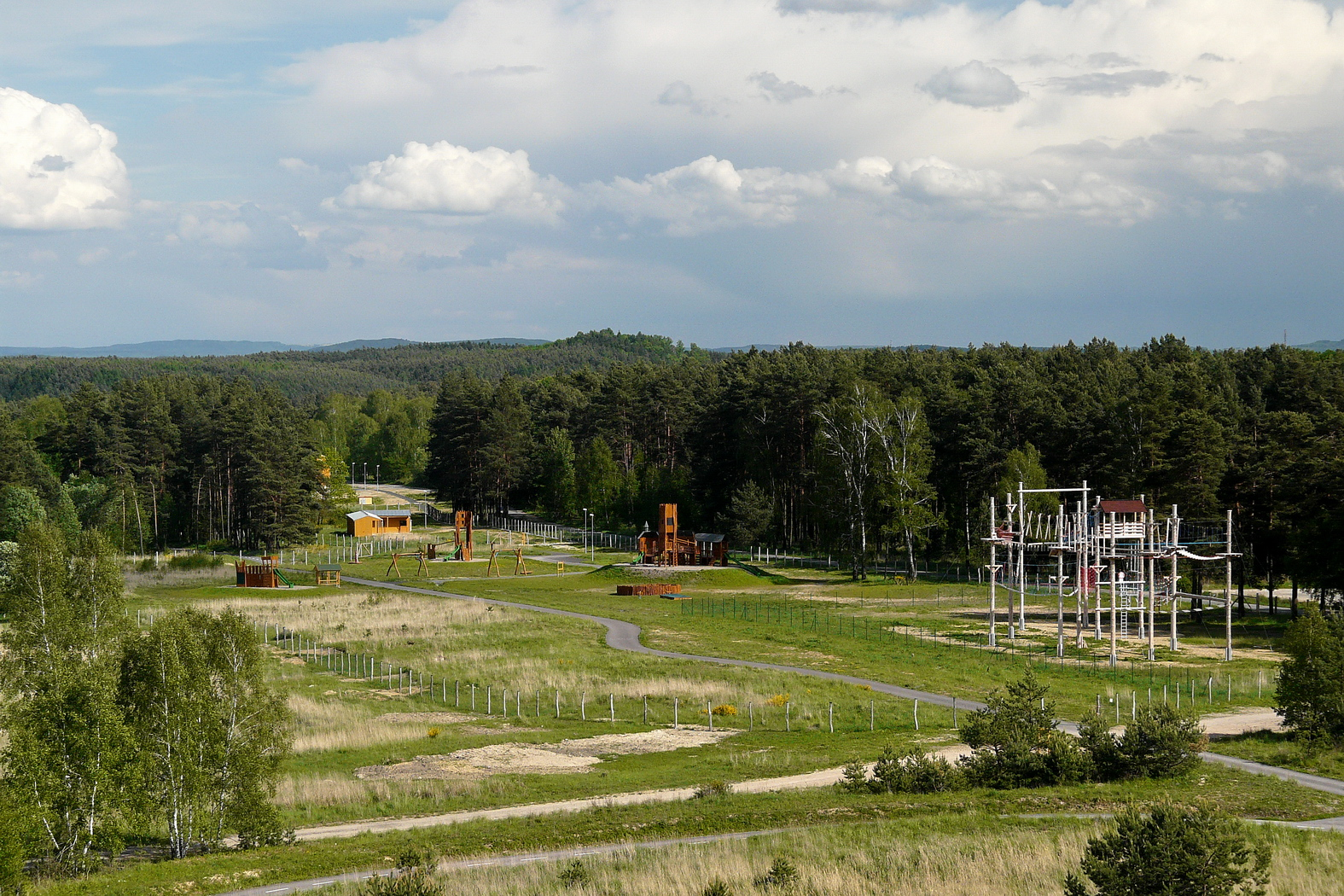
Část areálu Vrchbělá z místní rozhledny

Od konce devadesátých let 20. století rostla na západním svahu, v místě bývalého tankodromu, později zlegalizovaná, motokrosová trať klubu SCM Bělá pod Bezdězem. Roku 2010 byl v údolní části, patřící Bělé pod Bezdězem, založen komerční areál Motorland Bělá s širokou nabídkou aktivit, převážně motoristického ražení se stravovacím zázemím.
Koncem roku 2010 Středočeský kraj neobnovil nájemní smlouvu s Motokrosovým klubem, zato již na začátku téhož roku představil velkolepý plán na vybudování rozsáhlého volnočasového areálu. To by mohlo přinést i dlouho neřešenou rekultivaci celého území, včetně údolí říčky Bělé.
Sportovně-rekreační areál Vrchbělá má zahrnovat hotel se 48 lůžky a restaurací, sedmikilometrovou in-line dráhu, půjčovnu kol a in-line bruslí, kemp, malou zoo, lanové centrum, rozhlednu, dětské hřiště s dřevěnými prolézačkami či velké parkoviště pro auta a autobusy. V říjnu 2015 areál stále ještě nebyl otevřen, když se kolaudace z různých důvodů odkládala již několik let.

## Obyvatelstvo
| Rok            | 1869 | 1880 | 1890 | 1900 | 1910 | 1921 | 1930 | 1950 | 1961 | 1970 | 1980 | 1991 | 2001 | 2011 | 2021 |
| -------------- | ---- | ---- | ---- | ---- | ---- | ---- | ---- | ---- | ---- | ---- | ---- | ---- | ---- | ---- | ---- |
| Počet obyvatel | 536  | 555  | 464  | 454  | 511  | 452  | 454  | 310  | 0    | 0    | 0    | 0    | 20   | 15   | 19   |
| Počet domů     | 89   | 96   | 98   | 99   | 92   | 95   | 101  | 60   | 0    | 0    | 0    | 0    | 15   | 5    | 8    |

## Obecní správa
V letech 1869–1930 byla samostatnou obcí a od 1. ledna 1993 se osada stala součástí města Bělá pod Bezdězem.